# Hälsinglands runinskrifter 12
Runinskrift Hs 12 är en runsten som står utanför Högs kyrka i Högs socken och Hudiksvalls kommun, Hälsingland. 

## Stenen
Ristningen som är från 1000-talet efter Kristi födelse är ristad med hälsingerunor, vilka med sina förenklade former huvudsakligen användes som snabbskrift för mer omfattande uppteckningar. Stenen som tidigare varit inmurad i kyrkan fritogs och restes år 1951 på sin nuvarande plats. Ornamentiken är enkel och består av ett runband som övergår i ett kristet kors. Den från runor översatta inskriften följer nedan:

## Inskriften
Runsvenska: kuþniutr ÷ þru sun ÷ lit rita stin þina ÷ ak bru kirþi ÷ aftiR bruþr sina ÷ asbiurn ÷ ak at kuþlaf
Nusvenska: Gudnjut Truson lät resa denna sten och gjorde bron efter sina bröder Åsbjörn och efter Gudlev.